# Wendell Phillips Woodring
Wendell Phillips Woodring est un paléontologue américain, né le 13 juin 1891 à Reading et mort le 29 janvier 1983 à Santa Barbara.

## Source
- (en) biographie de la National Academy of Sciences